# Дротс
Дротс (швед. drots, дат. drost) — одна из высших должностей в Скандинавии в период Средневековья и Нового времени.
Возникла в XIII веке. В Швеции впервые упоминается в 1276 году. В XIV веке дротс чаще всего назначается в период малолетства короля или же на время его отсутствия в пределах государства, то есть он функционировал как временный правитель. В связи с этим дротсы иногда получали в свои руки значительную политическую власть.
В Швеции после смерти в 1386 году дротса Бу Йонссона должность оставалась вакантной. В 1435—1436 годах король Эрик Померанский был вынужден обязаться назначать дротсов в каждом из скандинавских государств отдельно, однако несмотря на это должность оставалась не занятой (за исключением периода 1435—1442 годов).
Юхан III восстановил должность дротса в качестве почётного титула (rikets drots). В 1614 году риксдротс получил реальные функции, сделавшись председателем только что образованного стокгольмского надворного суда, который должен был стать высшим судебным органом государства.
По мере того как в Швеции создавались новые надворные суды, обязанностью риксдротса сделался надзор за всей судебной системой королевства, что привело к тому, что в 1660 году должность формально была отделена от председательства в стокгольмском надворном суде.
После 1686 года должность оставалась вакантной. Лишь в 1787 году Густав III вновь назначил на пост дротса канцлера юстиции, поставив его над всеми надворными судами государства. С 1789 года дротс сделался первоприсутствующим Верховного суда. Однако по форме правления 1809 года должность вновь была упразднена.
В Дании и Норвегии должность дротса прекратила своё существование ещё XV веке. В 1660 году датский король назначил гофмейстера Йоакима Герсдорфа риксдротсом, однако с его смертью в 1661 году должность больше не восстанавливалась.